# Снеки Бабић
Снежана Бабић (Панчево, 1. октобар 1967) јесте српска певачица и глумица са значајним успехом из периода Југославије.

## Биографија
Рођена је у Панчеву, а у Београду је завршила соло-певање у музичкој школи "Јосип Славенски", као и електротехничку школу Никола Тесла. Била је члан оперског студија, са којим је наступала широм Европе. Након што је победила на такмичењу у организацији Радио Београда, 1988. снимила је прву плочу, а песма „Нека стари ко волети не зна” уврштена је у фонотеку трајних снимака Радио Београда. Врхунац каријере достиже у првој половини деведесетих година, када је једна од најпопуларнијих певачица. Познате су јој шаљиве песме у духу народне музике: Такни ме, такни, Цаки, Цале, Хопа-цупа, Хоћеш, нећеш; баладе: Другу љубиш, па ти жао није, Не зна зора, Љубавница; поп и фолк песме: Ја нисам прва ни последња, Снеки реп (Моје вруће хаљине), Воз љубави, Све ми равно до Косова, Играчка, Бумеранг; као и народњаци: Пијмо, Хармонико свирај сама, Кућа, Туђина ... Сарађивала је с већином најзначајнијих композитора и текстописаца, као што су Марина Туцаковић, Фута Радуловић, Миша Мијатовић, Добривоје Иванковић, Драган Брајовић Браја, Злаја Тимотић, Миле Бас, Јосип Бочек, Аца Кораћ, Никола Грбић, Душан Симовић, Саша Поповић, Пера Стокановић, Весна Петковић, Бане Опачић, Бобан Продановић, Пеђа Меденица и многи други. Снимила је велики број спотова, телевизијских шоу-програма, а појавила се и у филму Тесна кожа 4. На својим албумима опробала се и као композитор и текстописац.
Учествовала је у првој сезони музичког шоуа Твоје лице звучи познато.

## Филмографија
| Год. | Назив               | Улога    |
| ---- | ------------------- | -------- |
| 1991 | Тесна кожа 4        | певачица |
| 1994 | Новогодишња прича   | Снеки    |
| 2015 | Тесна кожа (Серија) | певачица |

## Дискографија
Албуми
- Нека стари ко волети не зна (1988)
- Ил не да ђаво, ил не да Бог (1989)
- Пијмо (1990)
- Хопа цупа (1991)
- Љубав је наша божија воља (1992)
- Не тражи ме кад ти лоше иде (1993)
- Играчка (1994)
- Све ми равно до Косова (1995)
- Чаша греха (1997)
- Цаки цале (1998)
- Мајко (1999)
- Хајмо јово наново (2001)
- Пар сати (2005)

Познати синглови
- Такни ме такни (1990)
- Не зна зора (1990)
- Хопа цупа (1991)
- Моје вруће хаљине (1991) саундтрак филма Тесна кожа 4
- Ја нисам прва ни последња (1991)
- Даворике дајке (1994)
- Воз љубави (1998)
- Није кућа на продају (2007)
- Опа бато (2008)
- Нисам Влајна ал ме воле Власи (2024)

### Спотови
| Спот                        | Година | Режисер      |
| --------------------------- | ------ | ------------ |
| Пијмо                       | 1990   | -            |
| Хеј жељо                    | 1990   | -            |
| Такни ме, такни             | 1990   | -            |
| Не зна зора                 | 1990   | -            |
| Животе грешила сам          | 1990   | -            |
| То што ме не волиш          | 1990   | -            |
| Ја нисам прва ни последња   | 1990   | -            |
| Хармонико свирај сама       | 1990   | -            |
| Жал за тобом                | 1990   | -            |
| Намигни ми, намигни         | 1991   | -            |
| Нисам те заборавила         | 1991   | -            |
| Хопа цупа'                  | 1991   | -            |
| Чачак коло                  | 1991   | -            |
| Лоша карта                  | 1991   | -            |
| Звезда среће                | 1991   | -            |
| Да, да                      | 1991   | -            |
| Коме мене остављаш          | 1991   | -            |
| Снеки реп на Палићу         | 1991   | -            |
| Моје вруће хаљине/Снеки реп | 1991   | -            |
| О мајко, мајко              | 1991   | -            |
| А ти оде соколе             | 1992   | -            |
| Љубав је наша божја воља    | 1992   | -            |
| Месечино, сестро мила       | 1992   | -            |
| Хоћеш, нећеш                | 1992   | -            |
| Ако сањаш жуто злато        | 1992   | -            |
| Ако волим ја не молим       | 1992   | -            |
| Куда иде љубав              | 1992   | -            |
| Појачаћу радио              | 1993   | -            |
| Ми можемо све               | 1993   | -            |
| Беше кратко али слатко      | 1993   | -            |
| Нека пукне гром             | 1993   | -            |
| Не тражи ме кад ти лоше иде | 1993   | -            |
| Ништа ми не вреди           | 1993   | -            |
| Лоша карта                  | 1993   | -            |
| Не смем више да те љубим    | 1993   | -            |
| Другу љубиш па ти жао није  | 1993   | -            |
| Циганка                     | 1994   | -            |
| Девојка без среће           | 1994   | -            |
| Даворике дајке              | 1994   | -            |
| Бумеранг                    | 1994   | -            |
| Sexy цурице                 | 1994   | -            |
| Све ми равно до Косова      | 1995   | -            |
| Падобранац                  | 1995   | -            |
| Чаша греха                  | 1997   | -            |
| Ја нисам прва ни последња   | 1997   | -            |
| Хеј мајко, мати             | 1997   | -            |
| Опа бато                    | 2008   | Raver Vision |

## Фестивали
- 1989. Шумадијски сабор - Ми смо срећу испили
- 1989. Хит парада - Где би ми био крај
- 1990. Посело године 202 - Душо моја танана
- 1991. МЕСАМ - Ноћи су моје дуге
- 1992. Хит парада - Намигни ми, намигни
- 1992. МЕСАМ - Хоћеш, нећеш
- 2017. Фестивал "Драгиша Недовић", Крагујевац - Чарапани
- 2018. Сабор народне музике Србије, Београд - Добитница Естрадно - музичке награде Србије
- 2020. Сабор народне музике Србије, Београд - Гошћа седме такмичарске вечери фестивала и добитница Естрадно - музичке награде Србије за животно дело
- 2024. Сабор народне музике Србије, Београд - Гошћа ревијалног дела фестивала и добитница Награде националног естрадно - музичког уметника Србије